# 두들버그 (영화)
《두들버그》(Doodlebug)는 영국에서 제작된 크리스토퍼 놀란 감독의 1997년 단편 스릴러 영화이다. 제레미 데오발드 등이 주연으로 출연하였고 엠마 토머스 등이 제작에 참여하였다.

## 출연
- 제레미 데오발드